# Dusona pulmentariae
Dusona pulmentariae là một loài tò vò trong họ Ichneumonidae.